# 松坪区域
松坪区域（ソンピョンくいき）は、朝鮮民主主義人民共和国咸鏡北道清津市に属する区域。同市の南西側に所在する。

## 行政区画
13洞・5里を管轄する。
| - 康徳一洞（カンドギルトン） - 康徳二洞（カンドギドン） - 南浦洞（ナンポドン） - 沙峯洞（サボンドン） - 西港一洞（ソハンイルトン） - 西港二洞（ソハンイドン） - 松林洞（ソンニムドン） - 松坪洞（ソンピョンドン） - 松郷洞（ソンヒャンドン） | - 輸城洞（スソンドン） - 恩情一洞（ウンジョンイルトン） - 恩情二洞（ウンジョンイドン） - 製鉄洞（チェチョルトン） - 芹洞里（クンドンニ） - 南夕里（ナムソンニ） - 龍湖里（リョンホリ） - 松谷里（ソンゴンニ） - 月浦里（ウォルポリ） |

## 歴史
松坪区域は1960年に設置された。

### 年表
この節の出典
- 1960年10月 - 咸鏡北道清津市松坪洞・松郷洞・沙峯洞・康徳里・月浦里・龍湖里・農圃里、富寧郡富寧邑・南夕里・松谷里・芹洞里をもって、清津市松坪区域を設置。(8洞5里)
  - 松坪洞の一部が分立し、西港洞が発足。
  - 沙峯洞の一部が分立し、南浦洞が発足。
  - 富寧邑が輸城洞に昇格。
  - 康徳里が康徳洞に昇格。
  - 農圃里が農圃洞に昇格。
  - 芹洞里の一部が南夕里に編入。
- 1963年11月 - 清津市の昇格に伴い、清津直轄市松坪区域となる。(11洞5里)
  - 南浦洞の一部が分立し、製鉄洞が発足。
  - 沙峯洞の一部が分立し、松林洞が発足。
  - 西港洞の一部が分立し、西港二洞が発足。
  - 西港洞の残部・松坪洞の一部が合併し、西港一洞が発足。
- 1970年7月 - 清津直轄市の降格に伴い、咸鏡北道清津市松坪区域となる。(11洞5里)
- 1972年 - 農圃洞が分割され、農圃一洞・農圃二洞が発足。(12洞5里)
- 1977年11月 - 清津市の昇格に伴い、清津直轄市松坪区域となる。(12洞5里)
- 1985年7月 - 清津直轄市の降格に伴い、咸鏡北道清津市松坪区域となる。(12洞5里)
- 1987年 (13洞5里)
  - 康徳洞の一部が分立し、康徳二洞が発足。
  - 康徳洞の残部・農圃一洞の一部が合併し、康徳一洞が発足。
  - 農圃一洞の一部が清津市羅南区域楽園洞の一部と合併し、清津市羅南区域楽園一洞となる。
  - 農圃一洞の一部が清津市羅南区域楽園洞の一部と合併し、清津市羅南区域楽園二洞となる。
- 1991年 (13洞5里)
  - 農圃一洞が恩情一洞に改称。
  - 農圃二洞が恩情二洞に改称。

## 交通
- 平羅線
  - 南康徳駅 - 松坪駅
- 咸北線
  - 輸城駅
- 康徳線
  - 南康徳駅 - 康徳駅 - 芹洞駅 - 輸城駅
  - 芹洞支線：康徳駅 - 清津操車場 - 芹洞駅